# Dream Theory in Malaya: Fourth World Volume Two
Dream Theory in Malaya: Fourth World Volume Two è un album di Jon Hassell pubblicato nel 1981. È il secondo capitolo del progetto Fourth World, iniziato l'anno precedente con la pubblicazione dell'album Possible Musics, realizzato con Brian Eno.
A differenza del precedente capitolo, caratterizzato da sonorità più eteree, Dream Theory presenta una musica più "primitiva" e ispirata alla musica etnica del sud-est asiatico.

## Tracce
Tutte le tracce sono state composte da Jon Hassell.
1. Chor Moiré – 2:21
2. Courage – 3:38
3. Dream Theory – 5:15
4. Datu Bintung at Jelong – 7:05
5. Malay – 10:12
6. These Times – 2:53
7. Gift of Fire – 5:01

## Formazione
- Jon Hassell – tromba, pottery drum, sintetizzatore Prophet 5, bowl gongs, missaggio (tracce 2 e 7)
- Brian Eno – tamburi, bowl gong, campane, missaggio (tracce 1, 3, 5 e 6)
- Michael Brook – basso
- Miguel Frasconi – bowl gong
- Walter DeMaria – tamburo in lontananza
- Daniel Lanois – ingegnere, missaggio (traccia 4)
- Greg Roberts – ingegnere
- Paul Fitzgerald – suoni degli schizzi, assistente degli editing
- Andrew Timar – registrazioni delle rane
- Jimmy de Sana – fotografia
- Paula Greif – design
- Mati Klarwein - copertina (il titolo dell'opera è Alexander's Dream)[3]